# Danmarks geografi
Danmark er det mindste og sydligste af de nordiske lande, lige nord for nabolandet, Tyskland, sydvest for Sverige og syd for Norge, samt et lille stykke land i arktisk grænsende til Canada, kaldet Hans Ø. Danmark betegnes som et skandinavisk land, selv om det ikke hører til den skandinaviske halvø, både fordi det tidligere i historien omfattede områder på den skandinaviske halvø, og pga. det tætte kulturelle slægtskab med Norge og Sverige. Vest for Danmark ligger Nordsøen, mens Østersøen ligger i sydøst. Mellem Danmark og Sverige ligger Øresund og Kattegat, mens Skagerrak skiller Danmark fra Norge. 
Danmark består af halvøen Jylland og omkring 1.419 øer på over 100 m², hvoraf 443 er navngivne. Af disse er 72 øer beboede (1. januar 2007), og de største er Sjælland, Nørrejyske Ø og Fyn. Øen Bornholm ligger øst for resten af landet i Østersøen. Mange af de større øer er forbundet med broer. Øresundsbroen forbinder Sjælland med Sverige, Storebæltsbroen forbinder Fyn med Sjælland, og Lillebæltsbroerne forbinder Fyn med Jylland. Færger og småfly forbinder de mindre øer. De største byer i Danmark er København (på Sjælland), Århus, Aalborg og Esbjerg (i Jylland) og Odense (på Fyn). Sammen med Ækvatorialguinea er Danmark det eneste land forbundet til et kontinent, hvor hovedstaden ligger på en ø. 
Det nordligste punkt i Danmark er Skagen nordstrand, mens det sydligste punkt er Gedser Odde (den sydlige spids af øen Falster). Det vestligste punkt er Blåvands Huk, og det østligste er Østerskær, som er en del af Ertholmene 18 km nordøst for Bornholm. Afstanden fra øst til vest er 452 km, og fra nord til syd 368 km. 
Danmark er et fladt land med lidt højdevariation. Gennemsnitshøjden i landet er kun 31 meter over havet. Det højeste naturlige punkt er Møllehøj med 170,86 meter. Møllehøj ligger i bakkeområdet Ejer Bjerge, som også tæller Yding Skovhøj på 170,77 meter og Ejer Bavnehøj med 170,35 meter. Det laveste punkt i Danmark er den inddæmmede Lammefjord, hvis jordoverflade når helt ned til 7,5 meter under havniveau. 
De mange øer i Danmark gør, at landet har en lang kystlinje, 8.750 km. Næsten alle områder i Danmark ligger nær kysten, og intet sted i landet er der mere end 52 km fra havet. Kysten er dog foranderlig, fordi havet konstant eroderer kystlinjen - mest markant på den jyske vestkyst - og samtidig lader nye, sandede områder vokse frem. På sydvestsiden af Jylland varierer tidevandet med mellem 1 og 2 meter, og kystlinjen flytter sig indover og udover med 10 km hver dag.

## Klima
Klimatisk kan man næsten se på Danmark som en ø med vand på alle sider. Man kan regne med lidt nedbør med nogle dages mellemrum, men der er sjældent tale om store mængder. Lavtryk går ind i Nordsøen og giver indimellem kraftig vind på vestkysten af Jylland om efteråret og vinteren, og indimellem kan iskold luft fra Arktis eller Sibirien give minusgrader i hele landet selv om dagen. Danmark har ikke de store landmasser omkring sig som nabolandene i syd og får derfor sjældent lige så høje temperaturer om sommeren som disse lande. Så selv klare og fine sommerdage byder på fine temperaturer, uden at det bliver ubehageligt varmt. De kraftigste regnbyger kan man vente sig sent på sommeren og tidligt i efteråret, og tordenvejr er ikke helt ualmindelig på denne tid. Fra slutningen af oktober begynder det at blive skyet og mørkt.

## Areal og grænser
Areal
- Totalt: 43.094 km²
- Land: 42.394 km²
- Vand: 700 km²

Note: Inkluderer øen Bornholm i Østersøen og resten af fastlandet, men ikke Færøerne og Grønland
Landegrænser
- Totalt: 68 km
- Grænseland: Tyskland 68 km

Kystlinje
- 8.750 km

Danmarks kystlinje har indtil 2014 været regnet til 7.314 km. En ny og mere detaljeret opmåling af kystlinjen foretaget af Geodatastyrelsen, med brug af mere detaljerede kort, når frem til en kystlinje på 8.750 km.
Bemærk at kystlinjens længde afhænger af hvilken målestok der benyttes til opmålingen, samt at kysten ustandseligt ændrer sig ved erosion og aflejring af materiale. Derudover foregår der landhævning/-sænkning, og yderligere regression og progression af især tidevandsområder, bl.a. på grund af klimatiske forhold.
Maritime krav
- Tilgrænsende zone: 24 nautiske mil (44 km)
- Kontinentalsokkel: Til 200 meters dybde eller til dybde som kan udnyttes.
- Eksklusiv økonomisk zone: 200 nautiske mil (370 km)
- Territorialfarvand: 12 nautiske mil (22 km)

Ekstrempunkter
Koordinater i EUREF89, højder i DVR90
- Nordligste — Skagen Nordstrand: 57° 45' (N)
- Sydligste — Gedser Odde: 54° 34' (N)
- Østligste — Østerskær (Christiansø): 15° 12' (Ø)
- Vestligste — Blåvandshuk: 8° 05' (Ø)

- Højeste (naturlige) — Møllehøj: 170,86 m
- Højeste (menneskeskabte) — Rø-senderen: 431 m
- Laveste (naturlige) — 0 m
- Laveste (menneskeskabte) — Lammefjorden: -7,5 m

## Miljø og natur
Naturressourcer
Petroleum, naturgas, fisk, salt, kalksten, sten, grus og sand
Naturfarer
Oversvømmelse truer enkelte områder af landet, som dele af Jylland og sydkysten af Lolland, som er beskyttet af diger.
Miljøproblemer
Luftforurening, hovedsageligt fra biler og kraftværker. Nitrogen- og fosforforurening af Nordsøen. Drikke- og overfladevand er blevet forurenet af affald fra dyrehold og sprøjtemidler. Plastforurening.
Miljøværnsaftaler
- Delagtig i aftaler som omhandler: Luftforurening, Antarktis-aftalen, biologisk mangfoldighed, klimaændringer, ørkenspredning, udrydningstruede dyrearter, miljømodificering, miljøfarlig affald, havret, dumping af affald til havs, bevaring af marint liv, forbud mod atomprøvesprængninger, værn af ozonlaget, skibsforurening, tropisk tømmer, vådområder, hvalfangst.
- Underskrevet, men ikke stadfestet: Luftforurening fra vedvarende organiske stoffer, Miljøværnsaftale for Antarktis, Kyoto-aftalen